# Tegecoelotes yogoensis
Tegecoelotes yogoensis là một loài nhện trong họ Amaurobiidae.
Loài này thuộc chi Tegecoelotes. Tegecoelotes yogoensis được miêu tả năm 2009 bởi Nishikawa.